# الشركة العامة لصناعة الأدوية والمستلزمات الطبية (نينوى)
الشركة العامة لصناعة الأدوية والمستلزمات الطبية هي رابع أكبر شركة دواء في العراق بعد شركة أدوية سامراء. تابعة إلى وزارة الصناعة والمعادن العراقية. حصلت على شهادة الأيزو 9001:2008.

## نبذة تاريخية
الشركة العامة لصناعة الأدوية والمستلزمات الطبية (نينوى) شركة حكومية عراقية متخصصة في مجال الأدوية كانت مرتبطة بمصنع أدوية سامراء وكانت تنتج القطرات والتحاليل الوريدية إلى عام 2004 حيث فكت الارتباط مع الشركة وأصبحت تنتج الأدوية مستقلة عنها.

## الموقع
تقع الشركة في محافظة نينوى على بعد 15كم من مركز قضاء الموصل. وبالتحديد شمال شرق قضاء الموصل.

## الإنتاج
تنتج الشركة كافة الأشكال الدوائية من الحبوب وشرابات وقطرات ومراهم، وكذلك تنتج الشركة بخاخات الربو والتي تعد هي الوحيدة في العراق التي تنتج هذا المستحضر وكذلك تنتج أدوية السرطان.